# Francesco Gritti
Francesco Gritti (Venezia, 1740 – Venezia, 1811) è stato un poeta, scrittore e magistrato italiano, che scrisse soprattutto in lingua veneziana.

## Biografia

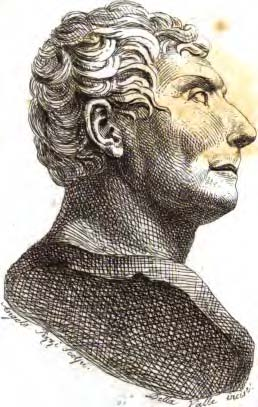
Francesco Gritti

Figlio di Giannantonio e di Cornelia Barbaro, era un esponente dei cosiddetti "barnaboti", ovvero la piccola nobiltà veneziana decaduta. Dai genitori ereditò la passione per la poesia.
Nel 1781 sposò Giovanna Giuliana Berg-Kzapski, una vedova di origini polacche.
Gritti ebbe il merito di rinnovare la poesia vernacolare veneziana, grazie alla vasta erudizione della letteratura francese, in particolar modo riguardante La Fontaine e lo scrittore Florian, dai quali trasse ispirazione.
Le sue favole non furono scritte appositamente per valorizzare una morale, semmai per evidenziare quel gaudiente scetticismo nei confronti della vita e del mondo, tipico del ceto dominante veneziano, a lui contemporaneo. Le letture dalla quali prese spunto le convertì in racconti venezianeggianti, fantasiosi, creativi, psicologicamente profondi. Anche i ritmi ed i tempi razionali della metrica dei testi originali, Gritti li trasformò in giochi originali e personali.
La sua ingegnosità si può definire «l'ago damaschin de l'ironia», ossia l'ironia tipica del suo concittadino contemporaneo. Inoltre il rispetto per i valori democratici che contraddistinse Gritti, lo incitò ad applicare l'ironia nei confronti della nobiltà veneziana.
La sua opera più significativa risultò La mia istoria ovvero Memorie del Signor Tommasino scritta da lui medesimo - opera narcotica del Dott. Pif-Puf, incentrata sui viaggi e sugli eventi esistenziali del protagonista, oltreché sulle storie di una serie di personaggi minori che dialogano con la voce narrante.
Si impegnò a favore della pace, per sgravare il popolo dalla tasse, per risollevarlo dalla povertà, ed ebbe idee democratiche anche se nei Pensieri suggeriti dall'amore di Patria (1798), giudicò severamente gli eventi della democrazia veneziana.
Oltre alle favole, scrisse romanzi e traduzioni di opere della letteratura francese, quali Voltaire. Per il teatro fu autore di un'unica commedia, L'acqua alta, rappresentata nel 1767 ma che riscosse scarso successo.

## Opere principali
- L'acqua alta ovvero le nozze in casa dell'avaro, commedia veneziana in versi sciolti, 1769;
- Gustavo Wasa, tragedia di Alessio Piron tradotta dal nobile Francesco Gritti, Venezia, 1798;
- Merope, tragedia del Signor di Voltaire, tradotta dal cittadino Francesco Gritti, Venezia, 1797;
- Poesie di Francesco Gritti, in dialetto veneziano, Venezia, G. Missiaglia, 1824 (pubblicato postumo); la poesia qui inclusa Il mio ritratto venne dedicata a Maria Luisa Cicci.